# Cukormúzeum (Szerencs)
A szerencsi cukormúzeum a szerencsi cukorgyár történetét mutatja be, emellett egy nemzetközi cukorgyűjteménnyel rendelkezik. A gyár területén található hajdani finánclaktanya épületében található,

## Története
A múzeum alapját Farkas István (1909-1993), a gyár gondnokának gyűjteménye képezi. A múzeum anyagát Salánki István (1920-2014) nyugalmazott fővegyész állította össze, és éveken át ő volt a múzeum vezetője. A múzeumot a gyár fennállásának a 100. évfordulója alkalmából rendezett ünnepség keretében, 1989. augusztus 17-én nyitották meg, Európa harmadik, Magyarország egyetlen cukormúzeumaként. Az épület udvarán 1991-ben avatták fel a cukorrépa magyarországi meghonosítójának, Tessedik Sámuelnek az emlékművét.
Az intézmény 1997-ben Az év múzeuma pályázat különdíját nyerte el, Salánki István pedig 2000. áprilisban Pro Urbe Szerencs kitüntetésben részesült. 
A szerencsi cukorgyár bezárását (2008) követően az épületet és a gyűjteményt jelképes áron a szerencsi önkormányzat vásárolta meg. Az épületet 2012-ben felújították. 2013. január 1-jétől a Zempléni Múzeum szakmai irányítása alá került.

## Állandó kiállítások
- A szerencsi cukorgyár üzemtörténeti kiállítása: gyártörténeti dokumentumok, illetve a gyárhoz kapcsolódó intézmények,  szervezetek és rendezvények (tűzoltóság, önképzőkör, fúvós zenekar, dalárda, szakmai vetélkedők, sportversenyek) dokumentumai és tárgyi emlékei
- Nemzetközi cukorgyűjtemény:  50 ország 110 cukorgyárának 800 féle csomagolása